# 1483
1483. је била проста година.

## Догађаји

### Јул
- 6. јул — Ричард III је крунисан за краља Енглеске.

## Рођења

### Јануар
- 14. фебруар — Бабур, први цар Могулског царства у Индији

### Март
- 10. новембар — Мартин Лутер, немачки теолог и верски реформатор

## Смрти

### Април
- 14. април — Едвард IV Јорк, енглески краљ

### Јул
- 4. јул — Констанцо I Сфорца, италијански кондотјер

### Август
- 30. август — Луј XI, француски краљ